# The House of Houdini
The House of Houdini és un museu i lloc d’espectacles situat a la plaça Dísz, 11, dintre de les muralles del castell de Buda, a Budapest, Hongria. El museu alberga l'única col·lecció d'artefactes originals de Houdini a Europa.

## Història
La col·lecció del museu inclou records originals de Houdini: per exemple, manilles, correspondència personal i "artefactes preciosos". Una bíblia propietat de Houdini forma part de la col·lecció. També inclou accessoris originals de la pel·lícula de Houdini  –  Oxygen (1999), que va comptar amb Adrien Brody, guanyador d’ un Oscar, i la posterior minisèrie. La instal·lació es va obrir el 16 de juny de 2016.
Budapest va ser seleccionada com a ubicació del museu ja que Houdini va néixer a la ciutat.
El museu és una obra de David Merlini, un escapòleg que va exercir d’assessor tècnic a la minisèrie Houdini. Els seus artefactes van ser previsualitzats a la Biblioteca Nacional Széchényi de Budapest. Va ser a continuació d'una exposició anterior a Milà, Itàlia.
També és un centre d'investigació sobre la vida de Houdini, que posa de manifest el seu origen hongarès. i jueu. Malgrat el seu naixement hongarès, Houdini maig va actuar a Hongria.
Sis mags roten les actuacions al petit teatre del museu.

## Admissió
Al setembre de 2016, l'entrada era de 2.400 fòrints per a adults i 1.350 forints per a menors d’11 anys. Hi ha visites guiades en anglès, italià i hongarès. L'entrada del visitant només es pot obtenir descodificant un missatge secret "arcà"; si el visitant no ho resol, se li retornarà el preu de l'entrada.

## Premis
La Casa de Houdini ha estat reconeguda conjuntament com una institució del patrimoni màgic mundial pel president nacional de la Society of American Magicians i el president internacional de la Germanor internacional de mags.

## Nom
Aquesta "casa" no s'ha de confondre amb la "Casa de Houdini", que era una antiga casa de Houdini, comprada el 1908, al 278 West 113th Street, Harlem, ara anomenada Morningside Heights, Nova York, que també mostra artefactes.
De la mateixa manera, el 1919 va llogar la casa al 2435 Laurel Canyon Boulevard a Los Angeles, mentre feia pel·lícules per a Lasky Pictures. La seva dona la va ocupar un temps després de la seva mort. A partir de 2011 on hi havia la casa era un solar buit i ja estava a la venda. L'edifici principal de la mansió va ser reconstruït després de ser destruït en l'incendi del Laurel Canyon de 1959 i ara és un lloc històric anomenat The Mansion. Tot i que probablement Houdini no vivia a la "mansió", hi ha alguna probabilitat que la seva vídua ho fes.

## Rumors d’adquisició
Notícies de mesos anteriors havien aixecat la sospita que la participació majoritària de Museum i els seus actius havien de ser adquirits per Centurion, un fons d'inversió amb seu als EUA per 18,6 milions de dòlars. Segons els informes, l'oferta va ser rebutjada pel propietari David Merlini.

## Altres museus Houdini
- Museu Americà de Màgia
- Museu i Biblioteca Internacional de les Arts Conjurants de David Copperfield, que està tancat al públic
- El Museu d'Història del Castell (Appleton, Wisconsin)
- Museu Houdini (Scranton, Pennsilvània)
- Museu Houdini de Nova York
- La Biblioteca de la Universitat de Texas alberga efímers Houdini i una gran col·lecció de cartes i manuscrits Houdini.[4]